# Kinima Allilengyi
Die Kinima Allilengyi (griechisch Κίνημα Αλληλεγγύη, KA, deutsch Solidaritätsbewegung) ist eine nationalkonservative Partei in der Republik Zypern. Die Partei war auf europäischer Ebene von 2020 bis 2023 Mitglied der European Alliance for Freedom and Democracy (EAFD).

## Geschichte
Am 15. Januar 2016 gründete Eleni Theocharous die Partei. Im März 2016 schloss sich die Evropaiko Komma der KA an.
Am 9. März 2017 trat das damalige Mitglied des Europäischen Parlaments Eleni Theocharous der Fraktion der Europäischen Konservativen und Reformer bei, nachdem sie aus der Fraktion der Europäischen Volkspartei (Christdemokraten) ausgetreten war. Kinima Allilengyi verlor ihren einzigen Sitz im Europäischen Parlament am 26. Mai 2019 bei den Wahlen zum Europäischen Parlament 2019.

## Wahlen
Bei der Wahl zum Repräsentantenhaus 2016 erreichte die KA 5,2 % der Stimmen und 3 Sitze. Bei der Wahl zum Repräsentantenhaus 2021 hat die KA ihre 3 Sitze verloren, die Partei erreichte 2,3 % der Stimmen.

### Wahlergebnisse
| Jahr | Wahl                | Stimmen | %      | Sitze |
| ---- | ------------------- | ------- | ------ | ----- |
| 2016 | Parlamentswahl 2016 | 18.424  | 5,24 % | 3/56  |
| 2021 | Parlamentswahl 2021 | 8.256   | 2,31 % | 0/56  |